# Wei Yongli
Wei Yongli, född 11 oktober 1991, är en friidrottare från Kina. Hon deltog vid olympiska sommarspelen 2012, olympiska sommarspelen 2016 och olympiska sommarspelen 2020.